# Greg Stolze
Greg Stolze (1970) è un autore di giochi e scrittore statunitense.

## Carriera
Stolze iniziò la sua carriera professionale quando fu scelto da Jonathan Tweet per scrivere per il gioco narrativo Everway, suo primo manuale completo fu lo Spherewalker Sourcebook. Successivamente gli fu commissionato il gioco di ruolo di Usagi Yojimbo basato sull'omonimo fumetto.
Stolze conobbe John Scott Tynes quando entrambi collaborarono con Robin Laws per scrivere il supplemento Wildest Dreams (1993), per Over the Edge di Tweet.  Più tardi Stolze e Tynes svilupparono insieme il gioco di ruolo Unknown Armies; Stolze aiutò a sviluppare le meccaniche per il gioco, basato su un'ambientazione che Tynes stava sviluppando da qualche anno. Sebbene la Atlas Games si interessò a Unknown Armies, Tynes decise di pubblicarlo con la Archon Games. Ma prima della pubblicazione il fondatore Lisa Manns decise di chiudere la Archon e ritornò loro i diritti ed infine fu la Atlas Games a pubblicare il gioco nel gennaio 1999. Stolze divenne il curatore della linea per Feng Shui, il gioco di Laws basato sui film d'azione di Hong Kong.
Nel frattempo Stolze e Dennis Detwiller prepararono per la pubblicazione il loro gioco Godlike per la pubblicazione per la Pagan Publishing, ma poiché questa stava fermando le attività Detwiller lo propose ai suoi amici Hsin Chen e Aron Anderson, che nel 2001 fondarono la compagnia Hawthorn Hobgoblynn Press (successivamente Eos Press) per pubblicare il gioco. Godlike usa il suo sistema di gioco One-Roll Engine (ORE); nel 2003 ritirò la licenza alla EOS per usare ORE. Detwiller formò la Arc Dream Publishing nel 2002 per produrre supplementi per Godlike e nel 2003 la Arc Dream prese in licenza l'ORE da Stolze, per usarlo in altri giochi, come per esempio Monsters and Other Childish Things di Benjamin Baugh. Nel frattempo Stolze contribuì a manuali della White Wolf Game Studio  tra cui Demon: the Fallen e Vampire: The Requiem e scrisse romanzi ambientati nel Mondo di tenebra.  Stolze creò anche il gioco da tavolo Elemental per la Kenzer & Company.
Per la Arc Dream, Stolze collaborò con Detwiller, Kenneth Hite e Shane Ivey a Wild Talents (2006), il "sequel" di  Godlike e scrisse anche ambientazioni alternative per giochi come eCollapse.  Arc Dream pubblicò anche Reign Enchiridion, una versione ridotta del suo gioco di ruolo fantasy  Reign che comprende un'innovativa meccanica di risoluzione dell'iniziativa di gruppo, basta sulle regole dell'ORE. Più tardi incorporò regole simil nell'ambientazione  Progenitor per Wild Talents.
Alcuni dei suoi ultimi lavori sono stati pubblicati con un metodo a "riscatto" per cui il gioco viene pubblicato solo quando acquirenti a sufficienza hanno contribuito a raggiungere una soglia fissata dall'autore. Per esempio Stolze pubblicl il wargame Meatbot Massacre dopo che il raggiungimento della soglia Stolze ha collaborato a scrivere il gioc gratuito NEMESIS, che giustappone la  One-Roll Engine con il Madness Meter derivato da Unknown Armies. Stolze ha anche prodotto piccoli giochi di ruolo indipendenti come Executive Decision e ... in Spaaace!, e successivamente ha pubblicato  Dinosaurs ... in SPAAACE (usando lo stesso sistema di Token Effort), finanziato attraverso una campagna su Kickstarter. Successivamente la Arc Dream pubblicò il gioco di ruolo Better Angels, in cui ogni giocatore controlla sia un personaggio, sia il demone che conferisce i superpoteri a un altro personaggio.
Nel 2020 ha partecipato a due progetti su Kickstarter, una nuova edizione di Delta Green della Arc Dream publishing e la terza edizione di Unknown Armies per la Atlas Games.

## Opere

### Giochi di ruolo
Fonte:
Feng Shui:
- con altri, Back for Seconds, Daedalus Entertainment, 1996
- con Bruce A. Baugh, Chris Pramas e John Tynes, Allen Varney, Marked for Death, Daedalus Entertainment, 1996
- con altri, Elevator to the Netherworld: The Inner Kingdom Sourcebook, Atlas Games, 2000
- con altri, Golden Comeback, Atlas Games, 2000
- Seed of the New Flesh, Atlas Games, 1999

Over the Edge:
- con altri, Forgotten Lives, Atlas Games, 1997
- con Robin Laws e Jonathan Tweet, The Myth of Self, Atlas Games, 1995
- con Robin Laws e John Tynes, Wildest Dreams: The Sourcebook of Nightmare, Atlas Games, 1993

Unknown Armies, prima edizione
- con John Tynes, Unknown Armies, Atlas Games, 1998
- con John Tynes, Pinfeathers, Atlas Games, 1998
- Lawyers, Guns, and Money, Atlas Games, 1999
- con Tim Toner e John Tynes, One Shots, Atlas Games, 1999
- con altri, Hush Hush, Atlas Games, 2000
- con altri, Postmodern Magick, Atlas Games, 2000
- con altri, Statosphere, Atlas Games, 2000
- Weep, Atlas Games, 2001

Unknown Armies, seconda edizione
- con Chad Underkoffler, Break Today, Atlas Games, 2003
- To Go, Atlas Games, 2003
- Unknown Armies, Atlas Games, 2002

Unknown Armies, terza edizione
- Unknown Armies Book Four: Expose, Atlas Games, 2017, Unknown Armies 3
- con altri, Unknown Armies Book One: Play, Atlas Games, 2017, Unknown Armies 3, eBook
- con altri, Unknown Armies Book Three: Reveal, Atlas Games, 2017, Unknown Armies 3, eBook
- con altri, Unknown Armies Book Two: Run, Atlas Games, 2017, Unknown Armies 3, eBook

Vampire: The Masquerade, prima edizione:
- con altri, The Vampire Players Guide, White Wolf Publishing, 1991

Vampire: The Masquerade, seconda edizione:
- con Heather Grove, Clanbook: Toreador, White Wolf Publishing, 1994
- con Justin Achilli e John Chambers, Clanbook: Giovanni, White Wolf Publishing, 1997

Vampire: The Masquerade, terza edizione:
- con Heather Grove, Clanbook: Toreador, White Wolf Publishing, 2000
- con Justin Achilli e John Chambers, Clanbook: Giovanni, White Wolf Publishing, 2001

Demon: the Fallen:
- con altri, Demon Players Guide, White Wolf Publishing, 2003
- con altri, Demon: The Fallen, White Wolf Publishing, 2002

Hunter: The Reckoning:
- con Rick Chillot, Tim Dedopulos, Patrick O'Duffy e Chuck Wendig, Fall From Grace, White Wolf Publishing, 2002
- con Michael Lee, Hunter-Book: Avenger, White Wolf Publishing, 2000
- con Angel Leigh McCoy e Wayne Peacock, Hunter-Book: Defender, White Wolf Publishing, 2000
- con Phillipe R. Boulle, Tim Dedopulos, Hunter-Book: Hermit, White Wolf Publishing, 2001
- con Michael Lee, Michael Mearls e John Snead, Hunter-Book: Judge, White Wolf Publishing, 2000
- con Tim Dedopulos, Hunter-Book: Redeemer, White Wolf Publishing, 2000
- con altri, Hunter: First Contact, White Wolf Publishing, 2002
- con altri, Hunter: Survival Guide, White Wolf Publishing, 1999
- con altri, Hunter: The Reckoning, White Wolf Publishing, 1999
- con Patrick O'Duffy e Chuck Wendig, Utopia, White Wolf Publishing, 2002

Vampire: the Requiem
- con altri, Carthians, White Wolf Publishing: 2006
- con Chuck Wendig, Circle of the Crone, White Wolf Publishing, 2006
- con altri, The Danse Macabre, White Wolf Publishing, 2011
- con Brian Campbell e Patrick O'Duffy, Nomads, White Wolf Publishing, 2004
- con Will Hindmarch, Christopher Kobar e Matthew McFarland, Ordo Dracul, White Wolf Publishing, 2005
- con altri, Requiem Chronicler's Guide, White Wolf Publishing, 2006
- con Will Hindmarch, Christopher Kobar e Chuck Wendig, VII, White Wolf Publishing, 2005

Altri del Mondo di tenebra:
- con Bruce Baugh e John Snead, Shattered Europe, White Wolf Publishing, 1998, Storyteller System: Trinityverse
- Expose: Aberrants, White Wolf Publishing, 1999, Storyteller System: Trinityverse
- con John Snead, Stellar Frontier, White Wolf Publishing, 1999, Storyteller System: Trinityverse
- Trinity Field Report: Corporate Life, White Wolf Publishing, 1999, Storyteller System: Trinityverse
- con altri, Wraith: The Great War, White Wolf Publishing, 1999, Wraith: The Oblivion
- con Michael Lee e Kyla Ward Demon Storytellers Companion, White Wolf Publishing, 2002, Demon: the Fallen
- con altri, End Game, White Wolf Publishing, 2004, Storyteller System: World of Darkness
- con altri, World of Darkness: Time of Judgment, White Wolf Publishing, 2004, Storyteller System: World of Darkness
- con altri, World of Darkness: Chicago, White Wolf Publishing, 2005, Storytelling System
- con altri, Mummy: The Curse, Onyx Path Publishing 2013, Mummy: The Curse
- con Malcolm Sheppard, Lucien Soulban e C.A. Suleiman, Adam Tinworth, Guildhalls of the Deathless, Onyx Path Publishing, 2013,  Mummy:The Curse

Delta Green:
- con altri, Delta Green: Alien Intelligence, Armitage House, 1997
- con altri, Delta Green: Targets of Opportunity, Arc Dream Publishing, 2010
- Delta Green: The Star Chamber, Arc Dream Publishing, 2016
- con Dennis Detwiller, Christopher Gunning e Shane Ivey, Delta Green Agent's Handbook, Arc Dream Publishing, 2016
- con altri, Delta Green Handler's Guide, Arc Dream Publishing, 2017
- con Shane Ivey, Delta Green: Control Group, Arc Dream Publishing: Delta Green 1 , 2019

Godlike:
- con Dennis Detwiller,, Glazier, Arc Dream Publishing, 2001
- con Dennis Detwiller, Godlike, Hobgoblynn Press, 2001
- con Colin Chapman, Dennis Detwiller e Matthew Widener, Godlike: Will to Power, Hobgoblynn Press, 2002
- con Shane Ivey, One o'Clock Wake-Up, Arc Dream Publishing, 2003
- con Dennis Detwiller, Talent Operations Command Intelligence Bulletin No. 2: Talent Operations Groups, Arc Dream Publishing, 2003
- Godlike, Arc Dream Publishing, 2012

Wild Talents:
- con Dennis Detwiller, Kenneth Hite e Shane Ivey, Arc Dream Publishing, 2006
- Wild Talents, Arc Dream Publishing, 2008
- con Kenneth Hite, Grim War, Arc Dream Publishing, 2009
- Progenitor, Arc Dream Publishing, 2010

Reign:
- Reign, Schröedinger's Cat Press, 2007
- Reign Enchiridion, Cubicle 7 Entertainment, 2010
- Reign Supplement #1, autopubblicato, 2007
- Reign Supplement #10: Pirates, Harlots and Storms, autopubblicato, 2008
- Reign Supplement #11: The Works, autopubblicato, 2009
- Reign Supplement #12: The Ussient Forest, autopubblicato, 2009
- Reign Supplement #16: Grab Bag, autopubblicato, 2011
- Reign Supplement #2: People of the Blade, autopubblicato, 2007
- Reign Supplement #3: Secrets of Sorcery, autopubblicato, 2007
- Reign Supplement #4: Owners of the Seas, autopubblicato, 2007
- Reign Supplement #5: The Desert of Milonda, autopubblicato, 2007
- Reign Supplement #6: The Popular and the Unique, autopubblicato, 2008
- Reign Supplement #7: Die, Men!, autopubblicato, 2008
- Reign Supplement #8: The Maemeck Front, autopubblicato, 2008
- Reign Supplement #9: Full of Secrets, autopubblicato, 2008
- The First Year of Our Reign, autopubblicato, 2008
- The Second Year of Our Reign, autopubblicato, 2009
- The Kingdom of Nain [wizards], autopubblicato, 2010
- Ardwin, autopubblicato, 2010
- The Third Year of Our Reign, autopubblicato, 2011
- Out of the Violent Planet, autopubblicato, 2011

Better Angels:
- Better Angels, Arc Dream Publishing, 2013
- Better Angels GM Screen, Arc Dream Publishing, 2014
- The Good, the Bad, and the Hunky, Arc Dream Publishing, 2013
- con Caleb Stokes, No Soul Left Behind, Arc Dream Publishing, 2015

Altri sistemi di gioco:
- Usagi Yojimbo Roleplaying Game, Gold Rush Games, 1997, Fuzion
- Spherewalker Sourcebook, Rubicon Games, 1996, Everway

```
Realms of the Sun: Book Two - Heart of Stone
, Rubicon Games, 1997, Everway
```

- Waves of Time, Rubicon Games, 1999, Everway
- con Ross A. Isaacs, Jennifer Mahr e John Wick, Honor's Veil, AEG, 1997, La leggenda dei cinque anelli
- con John Wick, Legend of the Five Rings: Gamemaster's Pack, AEG, 1997, La leggenda dei cinque anelli
- City of Lies, AEG, 1998, La leggenda dei cinque anelli
- con altri, A Fragile Peace: The Neutral Zone Campaign Vol. 1, Last Unicorn Games, 1998, ICON
- con altri, Star Trek: The Next Generation, Last Unicorn Games, 1998, ICON
- con altri, Dungeons, AEG, 2001, d20 System
- con altri, Uncommon Character, Atlas Games, 2003, d20 System
- con altri, Gamma World Game Master's Guide, Sword & Sorcery, 2004, d20 Modern
- ...In Spaaace!, autopubblicato, 2005, Token Effort
- con Vincent Baker, Dennis Detwiller, Ron Edwards e Chad Underkoffler, Executive Decision, autopubblicato, 2005, sistema generico
- con Dennis Detwiller e Shane Ivey, NEMESIS, Arc Dream Publishing, 2006, Nemesis
- A Dirty World, Schröedinger's Cat Press, 2008, ORE
- eCollapse, autopubblicato, 2009
- con altri, Inverse World, autopubblicato, 2014, Dungeon World
- con altri, Inverse World Accelerated, autopubblicato, 2014, Fate Accelerated
- con altri, Smuggler's Guide to the Rim, Margaret Weis Productions, 2015, Firefly Role-Playing Game

### Romanzi
- Ashes and Angel Wings, 2003
- The Seven Deadlies, 2003
- The Wreckage of Paradise, 2003
- A Hunger Like Fire, 2004
- The Marriage of Virtue and Viciousness, 2005
- Godwalker, 2005
- Switchflipped, 2011
- Mask of the Other, 2011
- Sinner, 2013
- The Forgotten Monk, 2015
- You, 2017